# 수학 소프트웨어
수학 소프트웨어(數學-, mathematical software)는 수치, 심볼, 기하학 데이터의 모델링, 분석, 계산을 위해 사용되는 소프트웨어이다.
수학 문제 해결이나 수학 연구에 사용되는 응용 소프트웨어의 일종이다. 수학이 무엇인지에 대해서는 다양한 관점이 있으므로 수학 소프트웨어의 분류에도 좁은 범위에서 넓은 범위로 나눌 수 있다.
어떠한 수학 소프트웨어(수학 라이브러리)는 다른 과학 소프트웨어의 일부분으로 내장되기도 한다. 부동소수점 산술을 통한 초등함수의 계산과 같은 원시적 형태가 수학 소프트웨어의 분류에 속할 수 있다. 미들웨어와 같은 범용 목적 시스템에 내장되기도 한다. 즉, 소프트웨어는 응용 소프트웨어일뿐 아니라 과학 소프트웨어의 토대이기도 하다.

## 웹사이트
수많은 수학 소프트웨어는 웹 브라우저에서 사용이 가능하며, 코드의 다운로드나 설치가 필요하지 않다.

## 프로그래밍 라이브러리
- GMP: 매우 빠른 임의 정확도 연산용 GNU 라이브러리
- CLN(Class Library for Numbers): 임의 정확도 연산용 고급 C++ 라이브러리
- AMD 코어 매스 라이브러리(AMD Core Math Library): AMD가 출시한 소프트웨어 개발 라이브러리
- Boost.Math

## 같이 보기
- 괴델의 불완전성 정리
- 시간 복잡도